# Saint Vincent
Saint Vincent er den største ø (389 km²) i den caribiske østat Saint Vincent og Grenadinerne.
Oprindeligt var øen af cariberne kendt som Hairoun, der betyder 'De velsignedes land'. Den var beboet af jæger- og samlere, der var kommet fra Mellemamerika, og som udnyttede havets såvel som øens rige ressourcer. Denne gruppe blev afløst af arawakkerne fra det sydamerikanske kontinent, der havde mere avancerede teknikker til f.eks. at dyrke jorden, og de levede ganske fredeligt en periode på øen. De kunne imidlertid ikke holde stand, da en ny og mere krigerisk caribisk stamme gjorde deres indtog. Denne gruppe var i stand til effektivt at holde indtrængende væk, herunder europæerne, der var nået til Caribien. Derfor blev Saint Vincent først indtaget af europæerne et godt stykke efter, at resten af området var erobret.
Det blev englænderne, der først gjorde krav på øen i 1627, men i mange år holdt cariberne stand. En gruppe afrikanerne, der havde overlevet, da deres slaveskib sank, var de første ikke-caribiere, der bosatte sig og efterhånden blev blandet med resten af befolkningen.
Befolkningen foragtede englænderne mere end andre europæere, så en gruppe franskmænd fik lov til at bosætte sig i starten af det 18. århundrede. Derved blev øen genstand for strid mellem de to europæiske lande, og denne endte med, at England fik rettighederne. Denne afgørelse gav dog anledning til en række interne konflikter på øen i de næste mange år, hvorunder Frankrig midlertidigt besatte øen igen nogle få år. Øen forblev imidlertid en engelsk koloni, til den i 1979 fik selvstændighed som en del af Saint Vincent og Grenadinerne.
Byens største by og havn er Kingstown med knap 20.000 indbyggere. Øen er i øvrigt præget af den 1.234 m høje aktive vulkan, La Soufrière, der var i voldsomme udbrud i 1812 og 1902. Sidstnævnte udbrud kostede 1.680 mennesker livet. Det sidste udbrud var i 1979.
13°15′N 61°12′V / 13.25°N 61.2°V